# GeoNetwork opensource
El proyecto GeoNetwork opensource (en español, Georred código abierto) es una aplicación informática de software libre y código abierto de catalogación para recursos referenciados al espacio geográfico. En suma, es un catálogo de información orientada a lugares.

## Esquema de características
Geonetwork es un entorno de gestión de información espacial estandarizado y descentralizado, diseñado para permitir acceso a bases de datos georreferenciadas, productos cartográficos y metadatos de varias fuentes, mejorando el intercambio y el compartir entre organizaciones y su audiencia, usando las capacidades de la Internet. Usando el protocolo Z39.50 puede acceder a catálogos remotos y hace que sus datos estén disponibles para otros servicios de catálogo.
Los mapas, incluyendo aquellos derivados de imagen satelital, son herramientas comunicacionales que juegan un papel importante en el trabajo de los que deben tomar decisiones (p.e., planificadores de desarrollo sostenible y gestores de emergencias y ayuda humanitaria) que necesitan productos cartográficos confiables, actualizados y fáciles de usar como base para actuar y planificar mejor sus actividades; los expertos en GIS que necesiten intercambiar datos geográficos consistentes y actuales; y analistas espaciales que necesitan datos multidisciplinares para hacer análisis geográficos preliminares y pronósticos fiables.

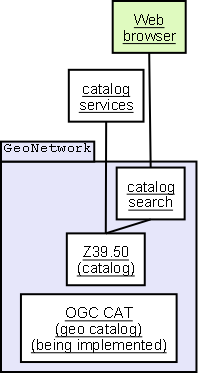
GeoNetwork interfaces

## Implementación
El software ha sido implementado en varias organizaciones. Las primeras fueron la GeoNetwork (de la FAO) y WFP VAM-SIE-GeoNetwork, ambos en sus sedes en Roma, Italia. También la OMS, CGIAR, BRGM, AEE, FGDC y el Global Change Information and Research Centre (GCIRC) de China están trabajando en la implementación de GeoNetwork opensource como su herramienta de gestión de información espacial.
Varias herramientas relacionadas vienen en el paquete de software de GeoNetwork, incluyendo GeoServer. GeoServer almacena datos geográficos, mientras GeoNetwork cataloga colecciones de dichos datos.